# Рочестер (Нью-Гемпшир)
Рочестер (англ. Rochester) — місто (англ. city) в США, в окрузі Страффорд штату Нью-Гемпшир. Населення — 32 492 особи (2020).

## Географія
Максимальна висота над рівнем моря становить 177 м.
Рочестер розташований за координатами 43°17′55″ пн. ш. 70°58′37″ зх. д. / 43.29861° пн. ш. 70.97694° зх. д. (43.298493, -70.977005). За даними Бюро перепису населення США в 2010 році місто мало площу 118,53 км², з яких 117,59 км² — суходіл та 0,93 км² — водойми.

## Демографія

### Перепис 2010
Згідно з переписом 2010 року, у місті мешкали 29 752 особи в 12 378 домогосподарствах у складі 7936 родин. Густота населення становила 251 особа/км². Було 13372 помешкання (113/км²).
Расовий склад населення:
| - 95,4 % — білих - 1,2 % — азіатів - 0,8 % — чорних або афроамериканців - 0,3 % — корінних американців - 0,1 % — вихідців з тихоокеанських островів |

До двох чи більше рас належало 1,7 %. Частка іспаномовних становила 1,8 % від усіх жителів.
За віковим діапазоном населення розподілялося таким чином: 22,0 % — особи молодші 18 років, 63,2 % — особи у віці 18—64 років, 14,8 % — особи у віці 65 років та старші. Медіана віку мешканця становила 40,7 року. На 100 осіб жіночої статі у місті припадало 93,5 чоловіків; на 100 жінок у віці від 18 років та старших — 89,6 чоловіків також старших 18 років.
Середній дохід на одне домашнє господарство становив 60 209 доларів США (медіана — 46 979), а середній дохід на одну сім'ю — 69 697 доларів (медіана — 59 519). Медіана доходів становила 42 948 доларів для чоловіків та 34 688 доларів для жінок. За межею бідності перебувало 13,2 % осіб, у тому числі 22,2 % дітей у віці до 18 років та 8,8 % осіб у віці 65 років та старших.
Цивільне працевлаштоване населення становило 14 951 особа. Основні галузі зайнятості: освіта, охорона здоров'я та соціальна допомога — 20,5 %, роздрібна торгівля — 15,3 %, виробництво — 15,2 %.

### Перепис 2000
За даними перепису 2000 року, населення міста становило 28 461 особа. Расовий склад населення міста, згідно з цього перепису, був наступним: білі — 97,12 %, афроамериканці — 0,52 %, корінні американці — 0,22 %, азіати — 0,87 %, уродженці Гаваїв та тіхоокеанських островів — 0,03 %, представники інших рас — 0,26 %, представники двох або більше рас — 0,98 %, латиноамериканці (будь-якої раси) — 0,9 %. Згідно з переписом 2010 року, в місті проживало 29752 особи.